# Cuarta Calle Suroeste
La 4.ª Calle Suroeste (Cuarta Calle Suroeste) es una calle secundaria de la ciudad de Managua, Nicaragua, ubicada en el cuadrante suroeste. Forma parte de la red urbana del casco antiguo y barrios aledaños.

## Trazado
Esta calle comienza en su extremo este desde la Avenida Bolívar en el Centro histórico, y avanza en dirección oeste atravesando barrios tradicionales como Montoya. Su recorrido bordea el límite sur del Cementerio Central de Managua, y conecta varias avenidas del cuadrante suroeste. Finaliza en el oeste en las cercanías de la Diagonal Valle Dorado y la Cuesta del Plomo.

## Intersecciones principales
- Avenida Bolívar (Managua) – Inicio histórico del eje
- 5.ª Avenida Suroeste – Calle vecinal de conexión
- 6.ª Avenida Suroeste – Vía que cruza varios barrios
- Diagonal Valle Dorado – Eje de salida hacia zonas periféricas
- NN 156  (Cuesta del Plomo) – Conexión con vía departamental

## Coordenadas
12°8′28″N 86°17′5″O / 12.14111, -86.28472